# 海恩波姆 (加利福尼亞州)
海恩波姆（英語：Hyampom）是位於美國加利福尼亞州三一縣的一個人口普查指定地區。

## 地理
海恩波姆的座標為40°37′29″N 123°27′25″W / 40.62472°N 123.45694°W，而該地最高點為海拔高度458米（即1503英尺）。

## 人口
根據2010年美國人口普查的數據，海恩波姆的面積為52.507平方千米，當中陸地面積為52.507平方千米，而水域面積為0.000平方千米。當地共有人口241人，而人口密度為每平方千米4人。